# Phare de Landsorts Bredgrund
Le phare de Landsorts Bredgrund (en suédois : Landsorts Bredgrund) est un feu en mer situé devant le phare de Landsort  appartenant à la commune de Nynäshamn, dans le Comté de Stockholm (Suède).

## Histoire
Ce phare à caisson, construit en 1971 et mis en service en 1973 de façon autonome, se trouve à 1.2 km devant le phare de Landsort.

## Description
Le phare  est une tour cylindrique en béton armé de 20 mètres de haut, avec une double galerie et une lanterne. Le phare est peint en rouge, le socle est gris. Son feu isophase émet, à une hauteur focale de 19 mètres, deux éclats (blanc, rouge et vert) selon différents secteurs toutes les 4 secondes. Sa portée nominale est de 6.4 milles nautiques (environ 12 km).
Identifiant : ARLHS : SWE-231 ; SV-.... - Amirauté : C6583.6 - NGA : 9008 .

## Caractéristique dufeu maritime
Fréquence : 4 secondes (W-R-V)
- Lumière : 2 secondes
- Obscurité : 2 secondes

### Lien connexe
- Liste des phares de Suède